# Skála
Skála [ˈskɔala] oder Skáli [ˈskɔalɪ](bis 2011) (dänischer Name Skåle) ist ein Ort der Färöer auf der Insel Eysturoy. Im Jahr 2007 lebten dort 657 Einwohner. Der Ort gehört seit 2005 zur färöischen Gemeinde Runavík und hat die Postleitzahl FO-480.

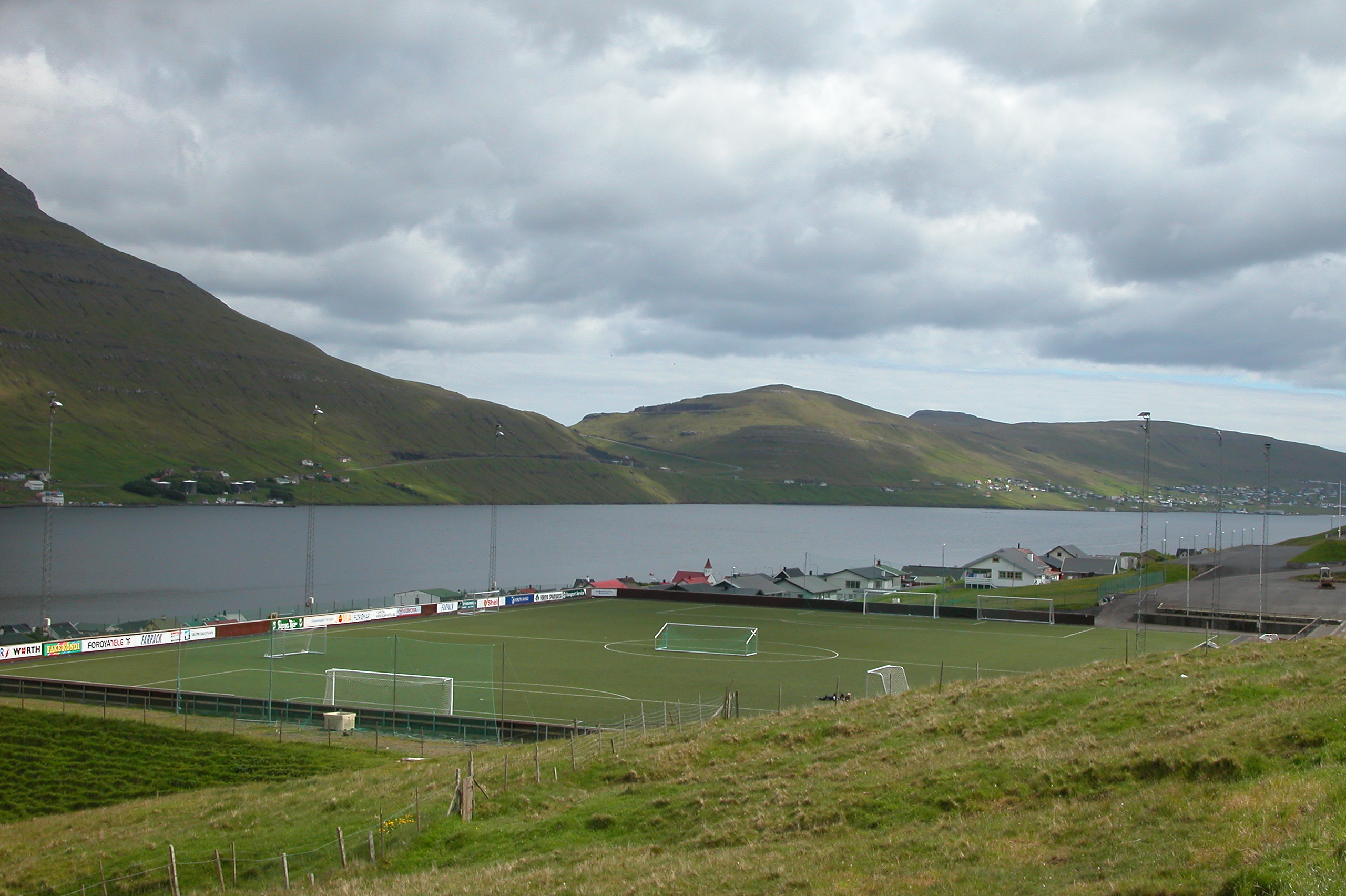
Fußballplatz von Skála ÍF

Der Ort besitzt einen eigenen Fußballverein, der sich Skála Ítróttarfelag nennt.
Die ehemalige Kommune Skáli umfasste auch den Ort Skálabotnur. Beide Orte sind miteinander verschmolzen und erstrecken sich längs des Skálafjørður, dem längsten Fjord der Färöer. Seit dem 1. Januar 2005 ist diese Kommune mit der von Runavík verschmolzen.
Mit dem Betrieb „Skála Skipasmiðja“ („Schiffsschmiede von Skála“) befindet sich in Skála die größte Werft der Färöer.
1994 kam hier das Schiff Vasily Adonkin aus Murmansk zur Reparatur an. Kurz darauf ging der russische Eigner pleite. Die acht Mann Besatzung bekamen kein Geld mehr und konnten sich auch nicht die Rückflugtickets nach Murmansk leisten. Erst zwei Jahre später konnten sie die Heimreise antreten.

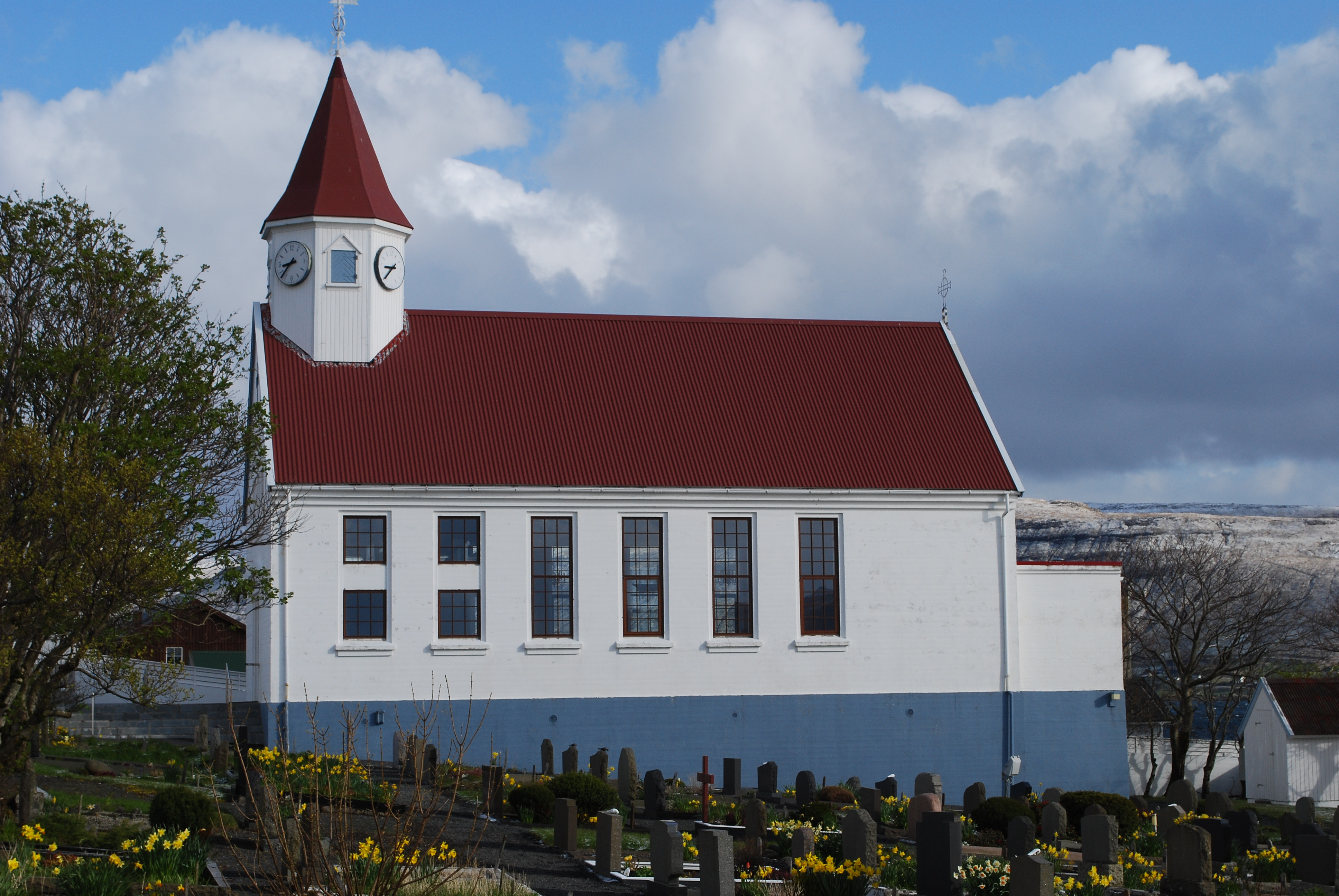
Die Kirche von Skála

Im 16. Jahrhundert wurde die Kirche von Skála mitsamt allen Kirchgängern bei einer Unwetterkatastrophe ins Meer gespült.
In Skála gibt es einen Campingplatz. Die Sporthalle bietet darüber hinaus eine öffentlich zugängliche Cafeteria.